# Tetraponera klebsi
Sima klebsi
Espèce
Synonymes
- †Sima klebsi Wheeler, 1915

Tetraponera klebsi est une espèce fossile de fourmis de la sous-famille des Pseudomyrmecinae. 

## Classification
L'espèce Tetraponera klebsi est décrite en 1915 par l'entomologiste américain William Morton Wheeler (1865-1937) sous le protonyme Sima klebsi,. 

### Fossiles
Selon Paleobiology Database en 2023, le nombre de collections référencées est de deux :
- Oligocène : une collection d'Allemagne, de Kleinkembs, déposée au Muséum de Bâle décrite en 1937 par le paléontologue français Nicolas Théobald (1903-1981)[3] ;
- Éocène : une collection de Russie, de l'ambre de la Baltique, à Kaliningrad, décrite en 1910 par le zoologiste allemand Günther Enderlein (1872-1968)[4],[2].

### Synonymes
Selon Paleobiology Database en 2023, l'espèce Tetraponera klebsi a un seul synonyme :
- †Sima klebsi Wheeler, 1915[2]

### Citations
L'espèce est citée en 1937 par le paléontologue français Nicolas Théobald (1903-1981), suivi en 1987 par Ute Spahr (d).

### Renommage
En 2009 elle est reclassée dans le genre Tetraponera en tant qu'espèce Tetraponera klebsi par Gennady Mikhaïlovitch Dlussky (d) (1937–2014),.

## Description

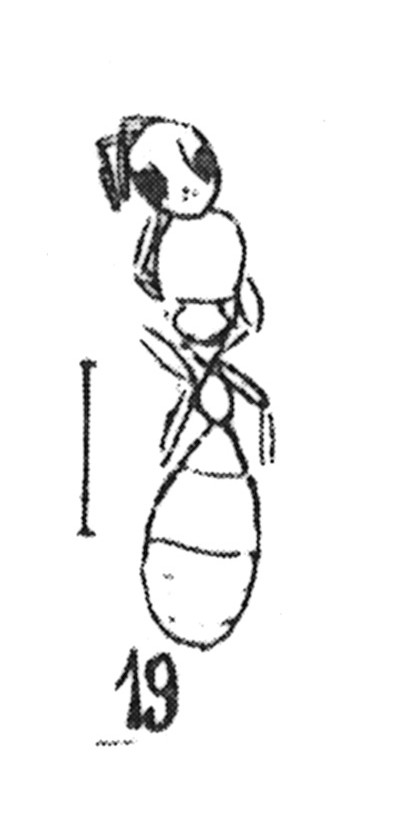
Tetraponera klebsi Wheeler 1937 N. Théobald éch. R509 x3 p.199 Pl. XIII Insectes du Sannoisien de Kleinkembs.

### Caractères
La diagnose de Nicolas Théobald en 1937, : 

« Insecte au corps allongé, teinte brun-noirâtre sur l'empreinte (R509), brun clair sur la contre-empreinte (R450).
Tête ovale, plus longue que large, avec bords arrondis ; yeux arrondis, placés vers le milieu des bords de la tête ; trois ocelles ; clypeus court ; antennes courtes ; scape n'atteignant à l'arrière que le milieu de la tête ; funicule un peu plus long, multiarticulé, très légèrement renflé. Cou net. thorax allongé, étranglé après le mésonotum ; métanotum inerme, en forme de coin. Pétiole formé d'un premier article noueux, le 2° est élargi vers l'arrière. Abdomen pyriforme, avec un premier article aussi long que les suivants réunis, arrondi à l'arrière. Pattes fines. ».

### Dimensions
La longueur totale est de 7,5 mm.

### Affinités
« Semble identique à Sima Klebsi de l'ambre de la Baltique dont Wheeler a décrit un exemplaire. Mais l'ornementation du thorax et celle du premier article du pétiole sont effacées. La forme est aussi très voisine de Sima ocellata Mayr de même provenance, Mais S. Klebsi a un thorax plus large. ».

## Biologie
« Le g. Sima est confiné dans les régions tropicales de l'ancien continent. Nous avons déjà signalé son existence à Célas. ».

## Galerie
- Quelques espèces vivantes du genre Tetraponera.
- Tetraponera aethiops.
- Tetraponera diana.
- Tetraponera exasciata.
- Tetraponera grandidieri.
- Tetraponera hysterica.
- Tetraponera nigra.
- Tetraponera perlonga.
- Tetraponera sahlbergii.

### Publication originale
- [1915] (de) William Morton Wheeler, « The Ants of the Baltic Amber », Schriften der Physikalisch-ökonomischen Gesellschaft zu Königsberg, vol. 55,‎ 1915, p. 1-142.